# Adolph von Pittel

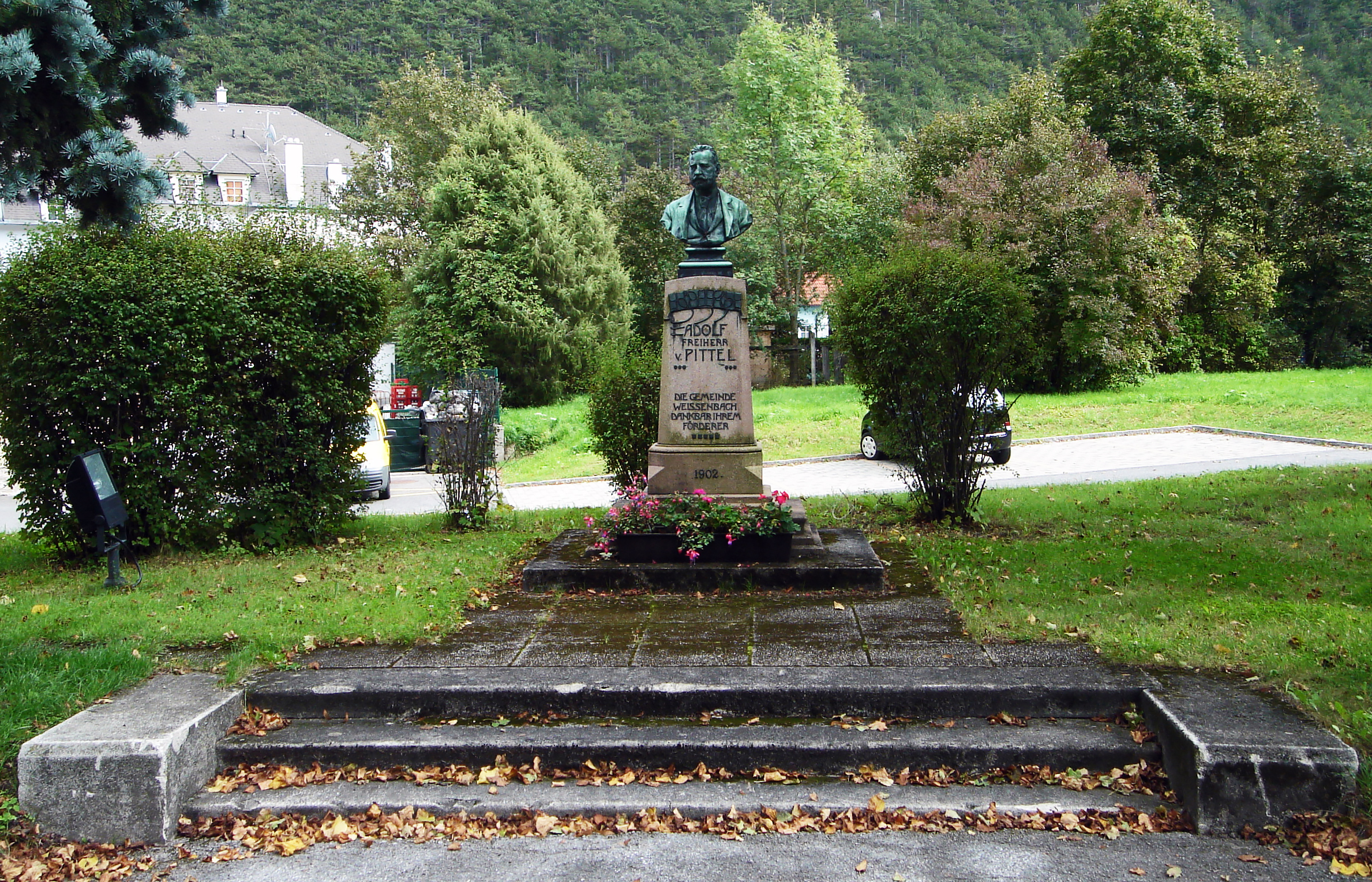
Denkmalanlage für Adolph Freiherr von Pittel am Kirchenplatz in Weissenbach an der Triesting

Adolph Freiherr von Pittel (* 17. März 1838 in Josefov, Böhmen; † 6. Jänner 1900 in Wien) war ein österreichischer Bauunternehmer.

## Leben und Werk
Er war der Sohn des Christoph Pittel aus Krems an der Donau, der am 1. April 1819 als k. k. Ingenieur-Hauptmann mit Verleihung des Militär-Maria-Theresia-Ordens in den österreichischen Freiherrnstand erhoben worden war.
Freiherr von Pittel, Hauptmann in einem Jäger-Bataillon der Österreichischen Armee, der den Feldzug Radetzkys in Italien mitmachte und nach dem Ende des Zweiten Schleswig-Holsteinischen Kriegs aus Gesundheitsrücksichten aus dem aktiven Militärdienst ausschied, wohnte vorübergehend in Kaumberg. Als ehemaliger Pionier und Absolvent der Ingenieurakademie Klosterbruck war er in technischen Belangen bewandert. Er kaufte 1869 eine von Johann Beihol im Jahre 1852 in Taßhof am rechten Ufer der Triesting erbaute Zementfabrik, vergrößerte und versah diese mit den neuesten Maschinen für die Romanzement-Erzeugung.
Im Jahr 1870 verlegte Pittel seinen Wohnsitz nach Pottenstein, wo er im gleichen
Jahr eine offene Gesellschaft unter der Firma Adolf Baron Pittel & Comp. gründete, die als Zweck den Betrieb einer Zementfabrik angab. Gesellschafter waren Adolph Freiherr von Pittel, „Realitätenbesitzer“ in Pottenstein, August Braun, Ingenieur in Pottenstein, und Nicanore Rella, Kaufmann in Wien (der spätere Gründer der österreichischen Beton-Bauunternehmung N. Rella & Neffe).
1870, nur drei Jahre nachdem der Franzose Joseph Monier sein Patent für Eisenbeton angemeldet hatte, begann Pittel in Weissenbach an der Triesting mit der Produktion von Romanzement und gilt daher als einer der Pioniere der österreichischen Zement- und Betonindustrie.
Ebenfalls 1870 gründete Pittel gemeinsam mit seinem Freund Viktor Brausewetter, der als Zivilingenieur in Preßburg ein technisches Büro führte, die heute noch als Bauunternehmung bestehende Zementfabrik Pittel & Brausewetter. Es wurden die verschiedensten Bauweisen erprobt, Patente erarbeitet und in Anwendung gebracht. Diese Pionierleistungen fanden im Jahr 1890 auf der Land- und Forstwirtschaftlichen Ausstellung in Wien durch Verleihung der Goldenen Staatsmedaille eine Würdigung.
Die Entfernung zwischen der Produktionsstätte Taßhof und der Niederlassung in Pottenstein war angesichts der damaligen Verkehrsverhältnisse – alle Transporte erfolgten mit Pferde- oder Ochsengespannen – sehr groß. Pittel kaufte daher 1872 eine nächst der Triesting gelegene, im Jahr 1846 errichtete Sägemühle und Lohstampfe, gestaltete diese in eine Zementmühle um und begann in diesem Betrieb um 1880 auch mit der Erzeugung von „Betonwaaren“ und Kunststeinprodukten. Der Sitz des Unternehmens verblieb jedoch weiterhin in Pottenstein.
Um diese Zeit bewegte die Frage nach dem Bau der zwischen West- und Südbahn geplanten Bahnverbindung insbesondere die lokale Öffentlichkeit. Pittel, unterstützt vom Bauunternehmer Peter Giacomozzi, hatte bereits 1869 die heutige Trasse der Südwestbahn (Leobersdorf–Hainfeld–St. Pölten) vorgeschlagen. Ab 3. Oktober 1877 konnte die gesamte Strecke im Regelbetrieb genutzt werden; die Errichtung der 1882 eröffneten Haltestelle Taßhof – direkt neben den Werksanlagen – dürfte Pittels Initiative zuzuschreiben sein.
1878 übersiedelte Pittel von Pottenstein nach Weißenbach, nachdem er ein bestehendes Wohnhaus erworben und aufstocken lassen hatte (heute Kirchenplatz 40). Im selben Jahr trat der Ingenieur August Braun als Gesellschafter aus dem Unternehmen Pittel & Comp. aus, Freiherr von Pittel war nunmehr Alleininhaber. Mit der Übersiedlung nach Weißenbach griff er auch aktiv in das Geschehen des Ortes ein, der durch ihn einen ungeahnten Aufschwung nehmen sollte.
Pittel ersuchte die Gemeinde um Überlassung von 400 Quadratklafter Gemeindegrund zwischen seinem Betrieb und dem Abhang des Geyerbergs, um die bisher in Nußdorf ob der Traisen betriebene Fabrikation von künstlichen Steinen erweitern und Arbeiterwohnungen errichten zu können. Er wollte hierdurch die wirtschaftliche Lage der Gemeinde und ihrer Bewohner fördern. Auf diesen Gründen wurden in der Folge Wohnhäuser für Angestellte und Arbeiter gebaut, aber keine weiteren Betriebsanlagen, da Pittel durch Erwerb einer zweiten, alten, am Furtherbach gelegenen Mühle das Betriebsareal vergrößerte und damit die eigentliche Betriebsstätte für die Zementwarenerzeugung schuf. Der Bedarf an Zement war gewaltig: Die Brennanlagen in Taßhof wurden erweitert, 1883 zwei weitere Öfen und 1888 zwei Schachtöfen hergestellt. Auch die Erzeugung von Portlandzementwaren nahm beträchtlich zu.
Von der Aufgeschlossenheit Pittels für den technischen Fortschritt zeugt die Errichtung eines Elektrizitätswerks mit einer Leistung von 51 kW in der Fabrik in Weißenbach im Jahr 1886, eines der ersten Elektrizitätswerke auf dem Boden der österreichisch-ungarischen Monarchie.

Zeitungsannonce vom Februar 1893

Pittel selbst übersiedelte um diese Zeit in eine große, von Baron Kometer, einem Schwager von Cornides, erbaute Villa (heute Sullnhof) und erwarb noch eine Reihe weiterer Realitäten im Ort.
Das Jahr 1895 brachte verschiedene, zum Teil wichtige Änderungen. Pittel erteilte neben Emil Klein auch seinem Neffen Oskar Ritter von Negrelli-Moldelbe, der aktiver Offizier in der k. k. Armee und ein Enkel des Alois Ritter von Negrelli, des Schöpfers der Pläne für den Bau des Suezkanals, war, die Kollektivprokura. Die wichtigste Veränderung des Jahres war jedoch die Vereinigung der Zementfabriken des Triestingtaler Raums zur Aktiengesellschaft der Kaltenleutgebener Kalk- und Zementfabrik. Das Hauptwerk dieser AG war die ebenfalls 1872 gegründete AG der k.u.k. priv. hydraulischen Kalk- und Portlandzementfabrik zu Perlmoos, vormals Angelo Saullich (ab 1998: Lafarge Perlmooser AG).
Hand in Hand mit der Gründung der AG veräußerte Pittel das Werk in Taßhof und die Anlage an der Badgasse in Weißenbach an die neue Gesellschaft. Diese setzte die Produktion von Zement in Taßhof fort, ebenso die Weiterverarbeitung im Weißenbacher Betrieb.
1898, nach vollendetem 60. Lebensjahr, wurde Pittel mit dem Orden der Eisernen Krone III. Klasse ausgezeichnet. Dem unmittelbar vorangegangen war Pittels Engagement bei der Errichtung der auf Pottensteiner Katastralgebiet gelegenen Kaiserjubiläums-Aussichtswarte, die auf der im Dreieck Weissenbach-Fahrafeld-Pottenstein sich erhebenden Ludwigshöhe am 6. August 1898 zu Ehren von 50 Jahren Regentschaft Kaiser Franz Josephs eröffnet wurde.

Für Weissenbach hatte Pittel noch viele Pläne. Der Betrieb stand im Zenit seines Erfolgs, als plötzlich eine unerwartete Wende eintrat: Das Weihnachtsfest 1899 stand vor der Tür, und Pittel fuhr wie jedes Jahr nach Wien zum Einkauf von Geschenken für die anstehende Betriebsfeier. Dabei zog er sich eine Erkältung zu, die er vorerst nicht beachtete, obwohl er ständig mit der Lunge zu tun hatte und auch ein Korsett tragen musste, das die Wirbelsäule bis zum Hals hinauf stützte. Die Krankheit verschlimmerte sich rasch, es trat hohes Fieber ein, und Pittel konnte das Hotel nicht mehr verlassen. Alle ärztlichen Bemühungen waren vergebens, er starb am 6. Januar 1900. 

Lebensgroße Christusfigur am Grabmal von Baron von Pittel, gestaltet durch Theodor Charlemont.

An seinem Grabmal befindet sich eine lebensgroße Christusstatue, gestaltet von Theodor Charlemont.  
Pittels unerwarteter Tod war ein schwerer Schlag für den Betrieb und den Ort. Der Betrieb wurde von seiner Witwe Leopoldine Freifrau von Pittel geborene de Collins-Tarsiennes, einer feingeistigen, intelligenten, gütigen, aber dem Geschäftsleben nicht gewachsenen Frau, als Alleininhaberin unter Mithilfe einiger Angestellter weitergeführt. 1904 wurde eine Zweigniederlassung in Wien gegründet und 1905 die Geschäftstätigkeit auf den Handel mit Zementwaren und die Führung von Bauunternehmen erweitert. Letzteres war nötig, da inzwischen die Bauunternehmung Pittel & Brausewetter in andere Hände übergegangen war. In der gesamten österreichisch-ungarischen Monarchie und in den Balkanländern gab es Baustellen des neuen Unternehmens Pittel: Brücken, Wasserbauten und Hochbauten aller Art.

### Nachleben
Nach Pittels Tod fand das Unternehmen nicht mehr die richtige Führung, der Erste Weltkrieg und seine Folgen (vor allem der Verlust heimischer Absatzmärkte) taten das ihrige, das Unternehmen trat in Liquidation und wurde am 14. Juni 1926 aus dem Handelsregister gelöscht. Das ganze Werksgelände in Weißenbach kaufte das Unternehmen Wollner & Kreisler, das neben dem Elektrizitätswerk noch einen Holzwarenindustriebetrieb und ein Sägewerk unterhielt.
Bedenkt man, dass Pittel in sein Weissenbacher Unternehmen an entscheidender Stelle seinen Neffen Oskar Ritter von Negrelli-Moldelbe eingebunden hatte und im Weiteren das österreichische Bauunternehmen Negrelli-Bau-AG daraus hervorging, so ersieht man allein aus diesen Zusammenhängen den enormen Stellenwert Pittels für die österreichische Bauindustrie nicht nur im letzten Drittel des 19. Jahrhunderts. Pittel war maßgeblich involviert in die Gründung des Bundes österreichischer Industrieller, und als er 1895 seine beiden Triestingtaler Standorte zur Zementerzeugung (Tasshof und Weissenbach) in die Aktiengesellschaft der Kaltenleutgebener Kalk- und Zementfabrik einbrachte, übernahm er dort die Rolle des Vizepräsidenten und Verwaltungsrats.

Steyrer Schwimmschulbrücke (Aufnahme 1902, 1959 durch Neubau ersetzt)

Die herausragende Bedeutung Pittels zeigt sich nicht nur in den zahlreichen Standorten, die Pittel+Brausewetter im gesamten Bereich der österreichisch-ungarischen Monarchie unterhielt, sondern auch – die Adolph Baron Pittel & Comp betreffend – in der Übernahme der Generalvertretung für die österreichischen Alpenländer der Saxonia-Licht- und Leitungsmaste vom Leipziger Cementbaugeschäft Rudolf Wolle oder dem alleinigen Ausführungsrecht für das Patent des Bauingenieurs Joseph Melan, einer speziellen Eisenbetonbauweise, in der 1898 in Steyr (Oberösterreich) die Schwimmschulbrücke, die erste Dreigelenk-Brücke mit 42 m Spannweite und damals flachste Beton-Bogenbrücke der Welt, errichtet und in der einschlägigen Fachpresse entsprechend gewürdigt wurde.

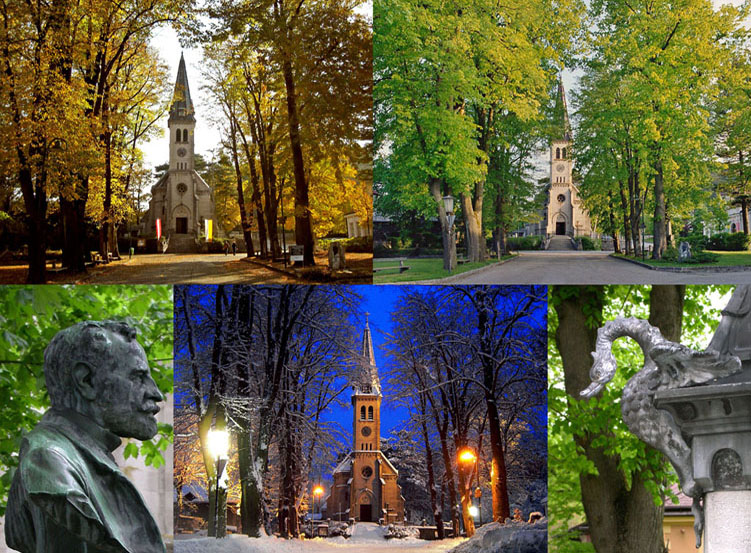
Kirchenplatz in Weissenbach an der Triesting mit der von ihm gestifteten Kirche

Pittel war neben seinen Leistungen als Industriepionier vor allem ein sozial denkender Unternehmer, dem die Zukunft seiner Heimatgemeinde Weissenbach an der Triesting ein besonderes Anliegen war. In der Zementfabrik, die 200 Menschen Arbeit und Brot gab, führte er 1899 eine Altersversorgung für Betriebsangehörige ein und errichtete für dieselben mehrere Wohnhäuser sowie einen Kindergarten. Auf sein Engagement geht nicht nur der Bau der Südwestbahn durch das Triestingtal zurück, er erkannte auch frühzeitig das Potential von Weissenbach als Sommerfrische und investierte großzügig in den Ausbau der Gemeinde. Eine erste elektrische Straßenbeleuchtung, Parkanlagen, Gastronomie- und Hotelbetriebe sowie der Bau der durch eine großzügig dimensionierte Allee angemessen akzentuierten Kirche gehen auf seine Initiative zurück. Weissenbach besaß bereits vor 1886 ein Freibad aus Stampfbeton (Badpark) und wurde in zeitgenössischen Reiseführern als „Perle des Triestingtales“ gepriesen.
Weissenbach war zu dieser Zeit beliebter Treffpunkt von damals bedeutenden Künstlern, die der Einladung Pittels gefolgt waren: Der Librettist und Direktor des Theaters an der Wien, Camillo Walzel, errichtete in Weissenbach seine Sommervilla an der Zellgasse. Der Bildhauer Theodor Charlemont, die Maler Franz Lefler und Heinrich Lefler sowie der Architekt Joseph Urban, der ab 1911 in den USA reüssierte, waren in Weissenbach gern gesehene Sommergäste. Dieser zum Gutteil durch das weitsichtige Wirken Pittels bestimmten kulturellen Blütezeit von Weissenbach hat die österreichische Autorin Jeannie Ebner, die ihre Jugend in Weissenbach verbrachte, in ihren Romanen ein literarisches Denkmal gesetzt. Einer der zu dieser Zeit meistbeschäftigten Architekten Wiens, Ludwig Schöne, konnte ab 1888 für den Entwurf der bereits erwähnten, 1893 eingeweihten Kirche gewonnen werden. Derselbe Architekt zeichnet für den 1895 errichteten, schön gelegenen Arkadenfriedhof oberhalb der Ortschaft verantwortlich.
Ebendort befindet sich auch die aus vorgefertigten Kunststeinelementen gefügte Familiengruft Pittels. Arthur Krupp, Industriemagnat und – dem Beispiel und Vorbild Pittels folgend – Förderer von Berndorf, bedauerte anlässlich dessen frühen Todes im Jahr 1900, mit Pittel seinen besten Freund verloren zu haben. Am Kirchenplatz in Weissenbach erinnert eine Bronze-Büste mit der Inschrift „Die Gemeinde Weissenbach dankbar Ihrem Förderer“ an Adolph Freiherr von Pittel. Die Büste ist bezogen auf den ehemals sogenannten Kirchenpark, dessen Anlage ebenfalls auf die Initiative von Adolph Freiherr von Pittel zurückgeht: Changierend zwischen der sozialreformerischen Idee des Parks als sozialem Faktor und einem dem Geist der Romantik verpflichteten Konzept einer gestalteten Synthese aus Religion, Kunst und Natur, bildet der Kirchenplatz bis heute einen würdigen Rahmen für den oben erwähnten Sakralbau.
Pittels Ehefrau zeigte sich ebenfalls wohltätig, sie besuchte und pflegte Kranke und linderte viel Not. Vollständig mittellos und durch die Abnahme eines Beins auf die Hilfe Anderer angewiesen, lebte sie still und zurückgezogen bis zu ihrem Tod. Sie starb im 80. Lebensjahr am 25. September 1929 in Weissenbach an der Triesting, wo sie in der Familiengruft beigesetzt wurde.

### Zeitschriften
- Beton und Eisen, diverse Ausgaben
- Zeitschrift des Österreichischen Ingenieur- und Architekten-Vereins, diverse Ausgaben
- Eisenbeton, diverse Ausgaben

### Sonstiges
- Alfons Brammertz: Heimatbuch der Marktgemeinde Weissenbach an der Triesting. Von einst bis heute. Weissenbach 1986, OBV.
- Dehio-Handbuch Niederösterreich Süd, Band 2.
- Gerhard A. Stadler: Industrie-Dehio Niederösterreich. Endbericht zum Forschungsprojekt. Technische Universität Wien, Abteilung für Kunstgeschichte, Denkmalpflege und Industriearchäologie, Wien 1998, OBV.